# William Acton (peintre)

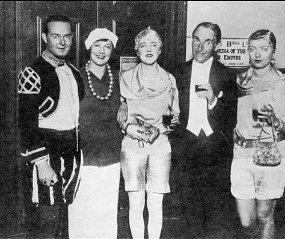
William Acton, Margot Bendir, Elizabeth Ponsonby, Harry Melville, Babe Plunket Greene à la fête de David Tennant en 1928.

William Hamilton Mitchell Acton (16 août 1906 - 31 août 1945) est un peintre anglo-italien.

## Biographie
William Hamilton Mitchell Acton est le fils d'Arthur Acton (1873–1953), collectionneur et marchand d'art, et d'Hortense Lenore Mitchell (1871–1962), héritière de John J. Mitchell, président de l'Illinois Fiducie et caisse d'épargne. Harold Acton est son frère aîné.
Il fréquente le château de Lancy, Genève et le Collège d'Eton où il rencontre Robert Byron, Brian Howard, Alfred Duggan et Anthony Powell, qui se souvient affectueusement de William dans ses mémoires.
En 1922, une reproduction de son tableau, Nature Morte, paraît dans l'Eton Candle. À Eton, il est parmi les fondateurs de l'Eton Society of Arts en février 1922 avec Brian Howard, Henry Yorke, son frère Harold, Robert Byron, Alan Clutton-Brock, Hugh Lygon, Anthony Powell et Colin Anderson.

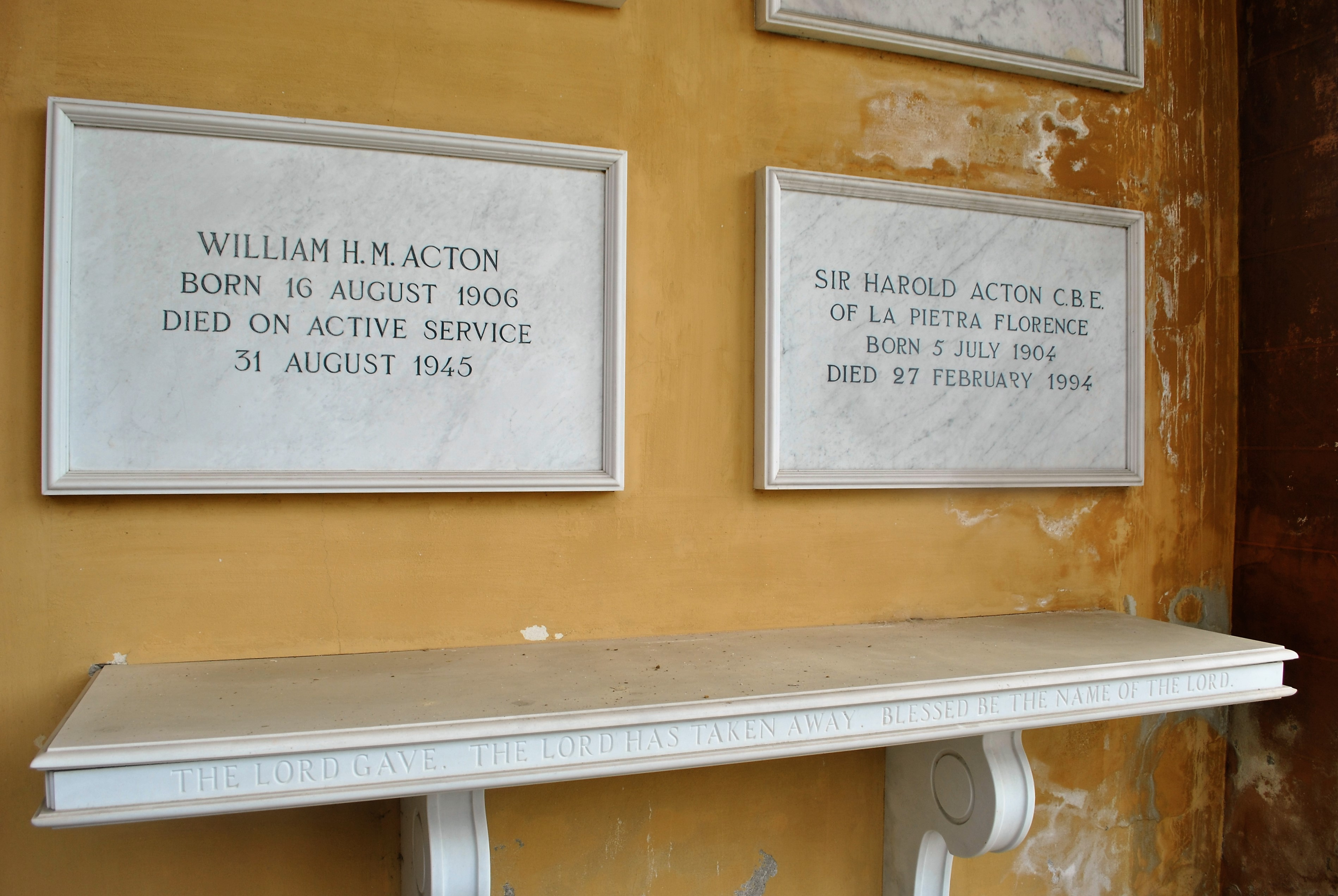
Cimitero Evangelico agli Allori.

En 1925, Acton s'installe à Christ Church, Oxford, avec plusieurs de ses amis, mais n'y reste qu'un an. Brian Howard écrit un profil satirique de William Acton dans son Continuation of Oxford Portraits of 1925-6 qui parait dans le Cherwell. À Oxford, les amis de William Acton sont Hugh Lygon, Robert Byron, Brian Howard, Michael Parsons, David Plunket Greene, Roy Harrod, Evelyn Waugh et John Sutro.
Après l'université, les frères Acton font partie d'un cercle comprenant Diana Mitford et son premier mari, Bryan Guinness (2e baron Moyne), John Betjeman, Roy Harrod, Henry Yorke et sa femme, Robert Byron, Evelyn Waugh, Randolph Churchill et Diana Churchill. William Acton dessine les sœurs Mitford.
Peu de temps après avoir été démobilisé du Corps des pionniers pendant la Seconde Guerre mondiale, William Acton meurt le 31 août 1945 après une courte maladie et est enterré avec sa famille au Cimetière des Allori.
Plusieurs œuvres de William Acton sont vendues aux enchères, dont "Armiola" vendu chez Christie's en 2016 pour 16 250 £.

## Galerie

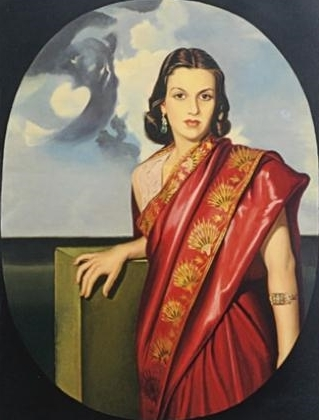
Bachoo Dinshaw, petite-fille de Seth Edulji Dinshaw
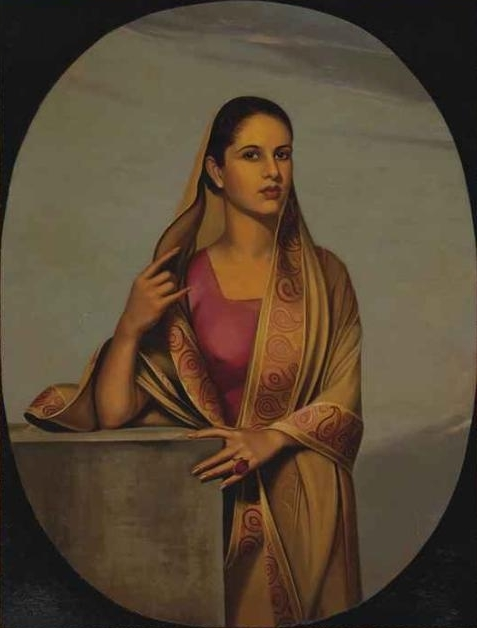
Markie Dinshaw, petite-fille de Seth Edulji Dinshaw
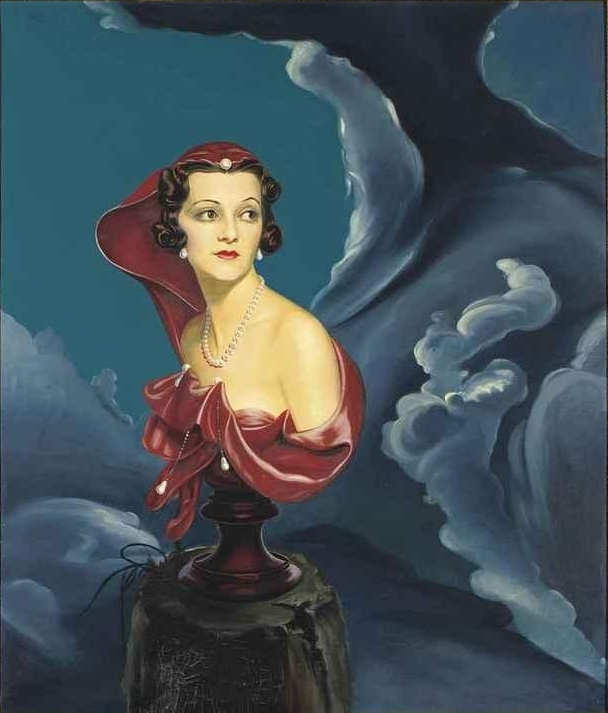
Georgia Doble, épouse de Sacheverell Sitwell
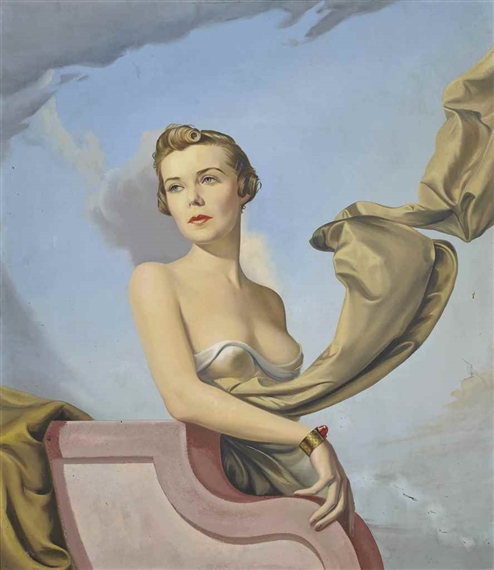
Armiola
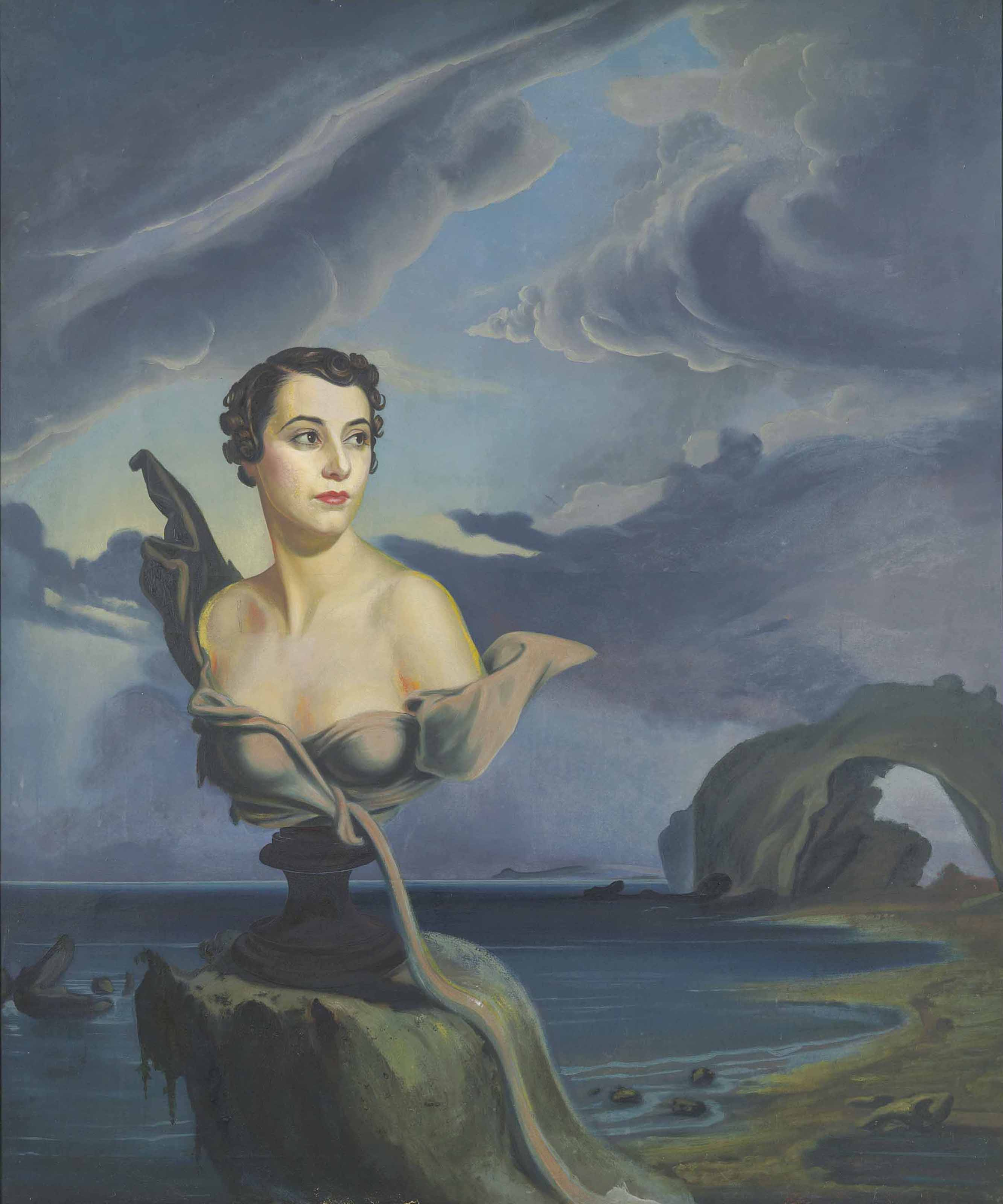
Loelia Ponsonby
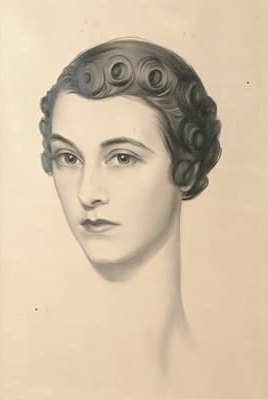
Loelia Ponsonby
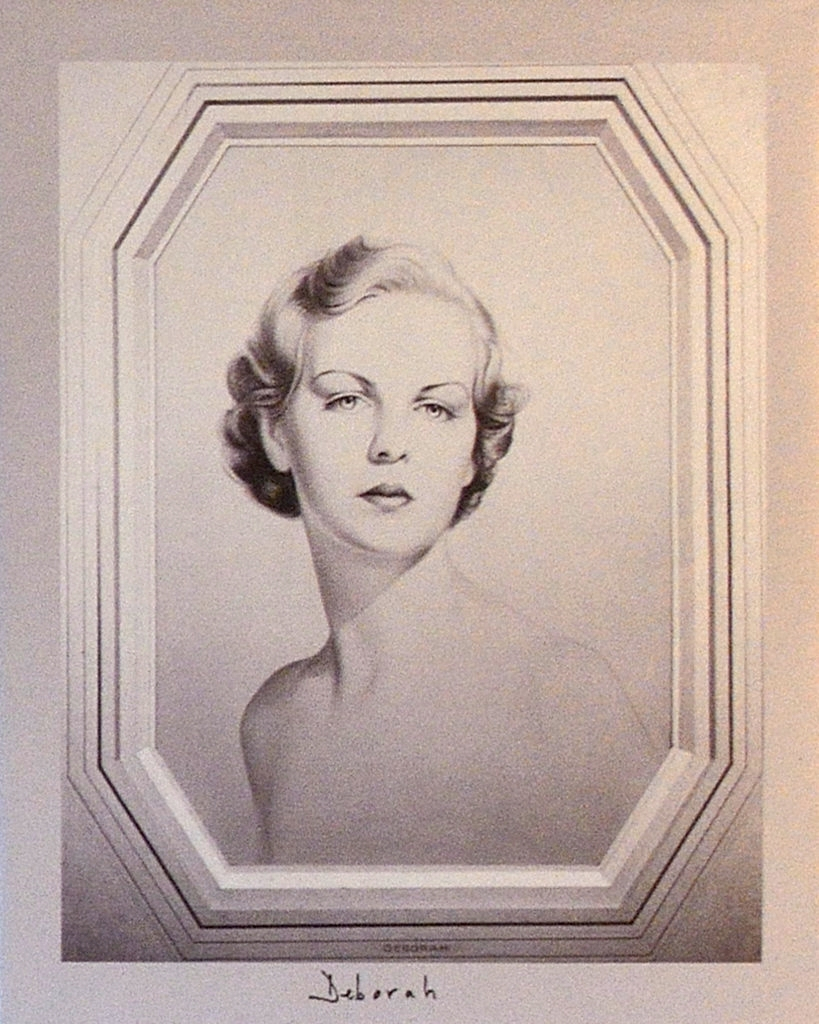
Deborah Mitford
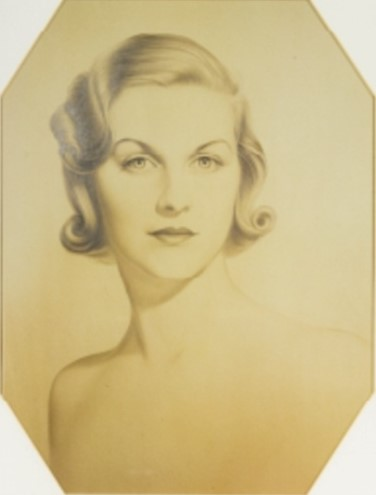
Diana Mitford
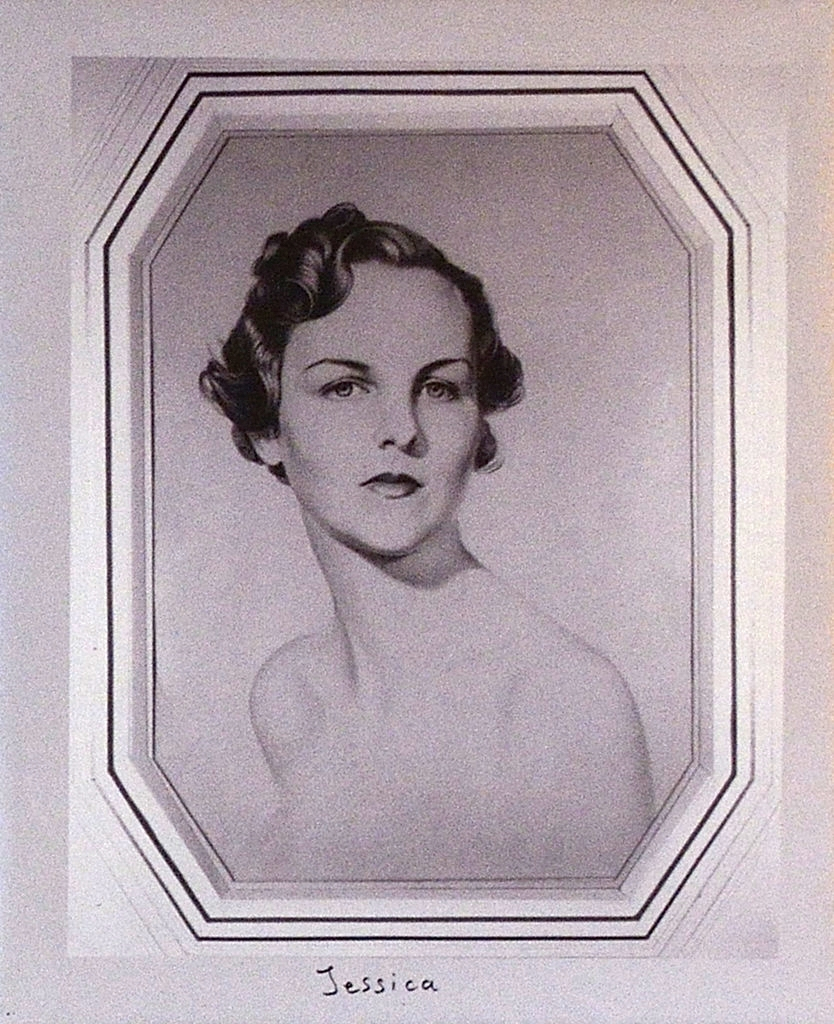
Jessica Mitford
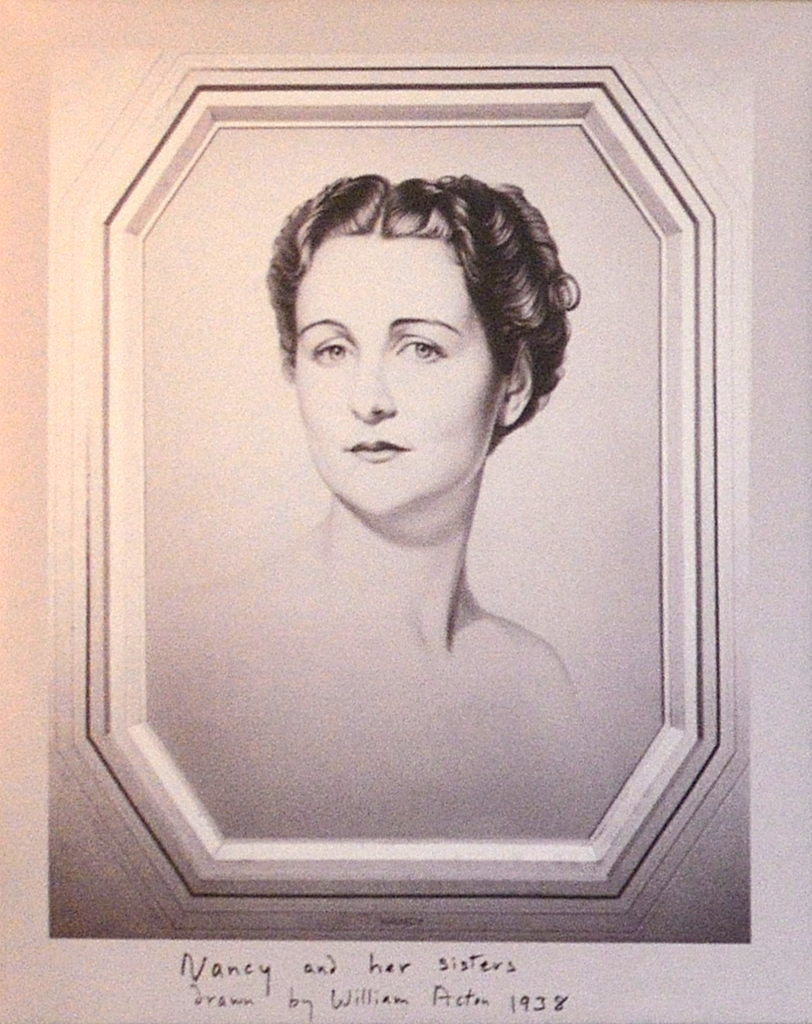
Nancy Mitford
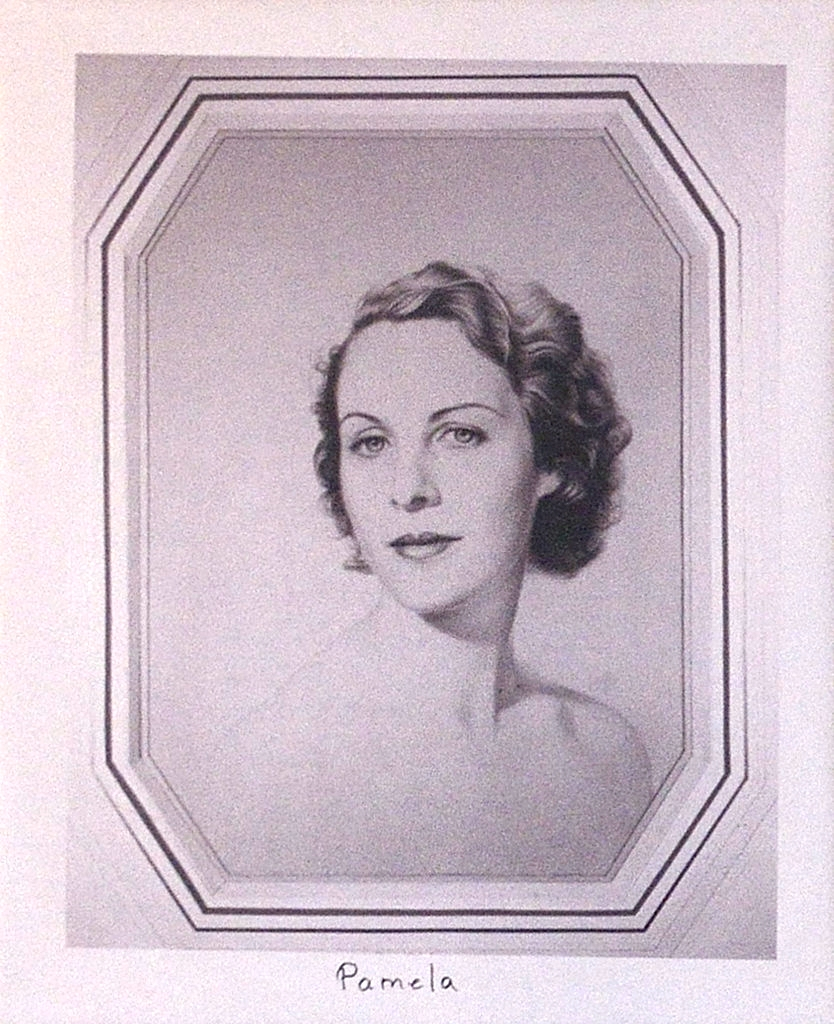
Pamela Mitford
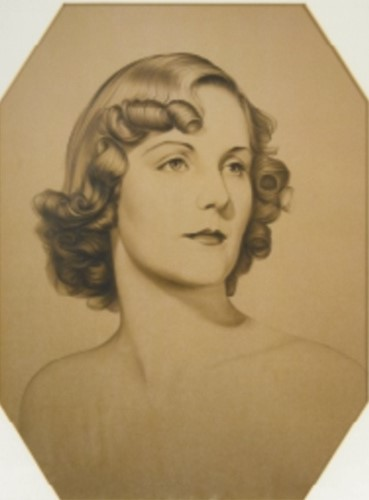
Unité Mitford
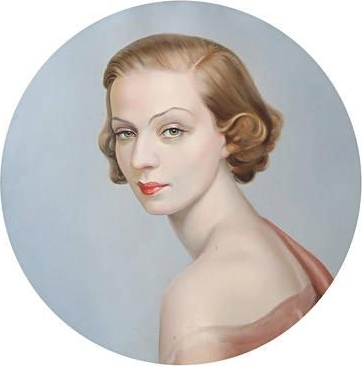
Gertrude Laurent